# 香港独立論
香港独立論（ほんこんどくりつろん）は、2016年に出版された政治理論書。著者は香港の弁護士梁衍華。

## 概要
曾焯文によれば、『香港独立論』は香港の歴史を香港本土の立場から描き、香港の文化や歴史観が中国とはどう異なるのか、香港に独立した主権がないことから生じる問題点などを探っている。 田飛龍は、この本と香港民族論が、香港の若者が「中国国民の意識」を確立することへの拒否反応を表していると指摘している。 著者は、中華民国が香港の主権を放棄したため、香港の人々は将来について国民投票を行う権利があると述べていた。

## 関連類似書
- 陳雲 - 《香港城邦論（中国語版）》、《香港遺民論》及相關系列
- 香港民族論